# RIZIN.51
RIZIN.51（ライジン・フィフティワン）は、日本の総合格闘技団体「RIZIN」の大会の一つ。
2025年9月28日に愛知県名古屋市愛知国際アリーナ（IGアリーナ）で開催予定。

## 概要
愛知国際アリーナ初の総合格闘技イベントとして行われる本大会では、RIZINライト級タイトルマッチで王者のホベルト・サトシ・ソウザがパンクラス第23回ネオブラッド・トーナメントフェザー級優勝者の堀江圭功への挑戦を、RIZINフェザー級タイトルマッチで王者のラジャブアリ・シェイドゥラエフが元Serbian Battle Championship（SBC）・Open Fighting Championship（OFC）フェザー級王者のビクター・コレスニックへの挑戦をそれぞれ受ける。また、超RIZIN.4 真夏の喧嘩祭りより行われているRIZIN WORLD GP 2025 フライ級トーナメントの準決勝、RIZIN男祭りより行われているRIZIN WORLD GP 2025 ヘビー級トーナメントの決勝も行われる。

## 対戦カード

### オープニングファイト
MMA特別ルール 66.0kg契約ワンマッチ 5分2R
 YUHEI vs.  脇田仁
MMA特別ルール 71.0kg契約ワンマッチ 5分2R
 太田将吾 vs.  Street♡★Bob洸助
MMA特別ルール 61.0kg契約ワンマッチ 5分2R
 山木麻弥 vs.  石坂空志
MMA特別ルール 57.0kg契約ワンマッチ 5分2R
 佐藤執斗 vs.  小林大介

### 本戦
MMAルール 71.0kg契約 5分3R
RIZINライト級タイトルマッチ
 ホベルト・サトシ・ソウザ vs.  堀江圭功
MMAルール 66.0kg契約 5分3R
RIZINフェザー級タイトルマッチ
 ラジャブアリ・シェイドゥラエフ vs.  ビクター・コレスニック
MMAルール 120.0kg契約 5分3R
RIZIN WORLD GP 2025 ヘビー級トーナメント 決勝
 マレク・サモチュク vs.  アレクサンダー・ソルダトキン
MMAルール 57.0kg契約 5分3R
RIZIN WORLD GP 2025 フライ級トーナメント 準決勝
 扇久保博正 vs.  アリベク・ガジャマトフ
MMAルール 57.0kg契約 5分3R
RIZIN WORLD GP 2025 フライ級トーナメント 準決勝
 元谷友貴 vs.  神龍誠
MMAルール 57.0kg契約 5分3R
RIZIN WORLD GP 2025 フライ級トーナメント リザーブマッチ
 伊藤裕樹 vs.  X
MMAルール 61.0kg契約ワンマッチ 5分3R
 佐藤将光 vs.  ダニー・サバテロ
MMAルール 66.0kg契約ワンマッチ 5分3R
 高木凌 vs.  三宅輝砂
MMAルール 66.0kg契約ワンマッチ 5分3R
 鈴木博昭 vs.  ファン・イェーロウ
MMAルール 66.0kg契約ワンマッチ 5分3R
 大和哲也 vs.  奥山貴大
MMAルール 61.0kg契約ワンマッチ 5分3R
 梅野源治 vs.  芦澤竜誠
MMAルール 57.0kg契約ワンマッチ 5分3R
 冨澤大智 vs.  平本丈
MMAルール 100.0kg契約ワンマッチ 5分3R
 金田一孝介 vs.  チャートゥ・バンビロール
MMAルール 71.0kg契約ワンマッチ 5分3R
 矢地祐介 vs.  芳賀ビラル海

### カード変更
カード変更は以下の通り。
- ホベルト・サトシ・ソウザ vs. 野村駿太→野村が左眼窩底骨折によるドクターストップのため、堀江圭功が代役出場。